# Corno di Rosazzo
Corno di Rosazzo – miejscowość i gmina we Włoszech, w regionie Friuli-Wenecja Julijska, w prowincji Udine.
Według danych na rok 2004 gminę zamieszkiwało 3306 osób, a gęstość zaludnienia wynosiła 275,5 os./km².